# Robinson Ekspeditionen 2003
Robinson Ekspeditionen 2003 – ingen kan føle sig sikker var den 6. sæson af det danske realityshow Robinson Ekspeditionen. Sæsonen havde premiere i dansk tv, september, 2003 og blev optaget over 46 dage, fra den 25. juni – 12. august 2003 i Malaysia, blandt andet øen Mensirip. I denne sæson, var der i alt 18 deltagere (+ 4 hemmelige jokere). Deltagerne blev som sædvanlig opdelt i 2 hold – Hold Nord og Hold Syd. Thomas Mygind var på dette program vært for 6. og sidste gang i træk. Der var igen høvdinger med, men modsat i 2002, varede høvdingestillingerne i 2003 kun indtil sammenlægningen. Tv-serien blev sendt som 14 afsnit. I finalen var Rie Pedersen, skuespilleren Marinela Malisic og den 30-årige Frank Quistgaard, der blev kåret som Robinson-vinder, og vandt 1 million kroner. Ved afstemningen på TV3 satte syv af de øvrige deltagere stemmer på Frank mens de to øvrige finaledeltagere kun fik fem stemmer.
Frank havde muligheden for at gå fra finalen med to millioner via en satset seer-afstemning, men ejendomshandleren fra Valby valgte at spille sikkert spil, hvilket viste sig at være en fornuftig beslutning. Da aftenens seer-afstemning var slut, havde kun 35 pct. stemt på, at Frank skulle have den ekstra million. Finaleafsnittet blev sendt den 1. december 2003 på TV3 og blev i gennemsnit set af 808.000 seere. Selve seriens generelle seertal var 692.000 seere pr. afsnit.

## Utopia
I denne sæson (samt 2004s), blev man i stedet for at sendt hjem, efter en udstemning sendt til Utopia – De udstemtes ø. På denne ø kæmpede alle de udstemte deltagere om en plads tilbage til det originale Robinson-hold, ved at vinde daglie konkurrencer på en planke. Robinson-deltageren Thomas Højberg havde utroligt sværdt ved disse dyster, da han ikke var i besiddelse af en særlig god balance. Det lykkedes ham dog at blive finalist i konkurrencen. Robinson – Utopia blev sendt om onsdagen ved siden af det rigtige Robinson Ekspeditionen, der efter traditionen blev sendt om mandagen. Utopia gjorde Robinson Ekspeditionen 2003, til den mest sete sæson nogensinde. I gennemsnit var der hver onsdag 388.000 seere, der så Utopia. 

## Deltagerne
I den rækkefølge de røg ud:
- Lajla Wöhliche Wammen (22. pladsen)
- Anette Kure (21. pladsen)
- Mogens Eckert (20. pladsen)
- Jane Nejst (19. pladsen)
- David Camacho (18. pladsen)
- Stig Witzner (17. pladsen)
- Hans Helgren (16. pladsen)
- Kim Jakobsen (15. pladsen)
- Michella Bennet (14. pladsen)
- Charlotte Hansen (13. pladsen)
- Lisbet Rosenstand (12. pladsen)
- Thomas Højberg (11. pladsen)
- Claus 'Bedemand' Ipsen Jensen (10. pladsen)
- Niels Buch (9. pladsen)
- Ditte Hapel (8. pladsen)
- Michael Olrik (7. pladsen)
- Anders Pedersen (6. pladsen)
- Sidsel Zacho (5. pladsen)
- Güner Iljazovski (4. pladsen)
- Marinela Malisic (2./3. pladsen)
- Rie Pedersen (2./3. pladsen)
- Frank Quistgaard (1. pladsen)

## Elimineringer
- Lajla Wöhliche Wammen – Exit Robinson på dag 1 – kommer sidst i den første konkurrence, og bliver sendt ud.
- Anette Kure – Exit Robinson på dag 2 – Giver op efter 22 timer i buret.
- Mogens Eckert (Joker) – Exit Robinson på dag 4 – Når at være høvding i 24 timer, før han taber til Hans i Høvdingeduel.
- Jane Nejst – Exit Robinson på dag 4 – Får samtlige af Hold Syds stemmer i det første Ø-råd.
- David Camacho (Joker) – Exit Robinson på dag 5 – Falder på stenene og får hjernerystelse, bliver trukket ud, og får derfor kun 1 døgns tid i Robinson.
- Stig Witzner – Exit Robinson på dag 7 – Brækker 3 tæer i en konkurrence på dag 6, og bliver officielt trukket ud på dag 7.
- Hans Helgren – Exit Robinson på dag 7 – Taber en Høvdingeduel i øksekast til Claus.
- Kim Jakobsen – Exit Robinson på dag 7 – Bliver stemt ud i det 2. Ø-råd i kraft af 3 sorte stemmer fra det andet hold.
- Michella Bennet – Exit Robinson på dag 11 – Bliver stemt ud i det 3. Ø-råd
- Charlotte Hansen – Exit Robinson på dag 15 – Giver op og bliver stemt ud med et brag i det 4. Ø-råd.
- Lisbet Rosenstand – Exit Robinson på dag 19 – Stemmelighed i Ø-rådet, men Høvding Claus vælger at beholde Sidsel i stedet.
- Thomas Højbjerg – Exit Robinson på dag 23 – Bliver snigløbet af Frank og Güner, og bliver stemt ud i det 6. Ø-råd.
- Claus 'Bedemand' Ipsen Jensen – Exit Robinson på dag 24 – Bliver stangstiv til Sammenlægningsfesten, og taber en efterfølgende konkurrence.
- Niels Buch – Exit Robinson på dag 26 – Ryger ud i omvendt Ø-råd.
- Ditte Hapel (Joker) – Exit Robinson på dag 29 – Giver op efter 17 dage, og bliver stemt ud i Ø-rådet
- Michael Olrik – Exit Robinson på dag 33 – Tager imod 50.000kr og ryger dermed ud og freder Anders et par dage mere.
- Anders Pedersen – Exit Robinson på dag 37 – Har allerede en sort stemme imod mig og ryger ud i afsnit 10 i det 8. Ø-råd.
- Sidsel Zacho – Exit Robinson på dag 41 – Blev stemt ud i afsnit 11 og taber med dødens terning til Güner.
- Güner Iljazovski – Exit Robinson på dag 43 – Stemmelighed mellem Frank og ham. Güner taber på sten-saks-papir
- Marinela Malisic (Joker) – 1. finaledeltager – Nåede i alt at få 34 dage på øen, fik en delt 2.plads i finalen.
- Rie Pedersen – 2. finaledeltager – Nåede i alt at få 46 dage på øen, fik en delt 2.plads i finalen.
- Frank Quistgaard – 3. finaledeltager – Vinder af Robinson Ekspeditionen 2003 og 1 million kroner.